# دبيق مغزلي الأوراق
الدبيق مغزلي الأوراق (باللاتينية: Bupleurum lancifolium) نوع نباتي ينتمي إلى جنس الدبيق من الفصيلة الخيمية.

## الموئل والانتشار
موطن هذا النوع بلاد الشام والمغرب العربي ومعظم مناطق أوروبا.

## مرادفات للاسم العلمي
- (باللاتينية: Bupleurum aegyptiacum Nectoux ex H.Wolff)
- (باللاتينية: Bupleurum de-buenii Caball.)
- (باللاتينية: Bupleurum heterophyllum Link)
- (باللاتينية: Bupleurum lancifolium var. heterophyllum (Link) Maire)
- (باللاتينية: Bupleurum lancifolium var. intermedium (Loisel.) Maire)
- (باللاتينية: Bupleurum perfoliatum var. lanceolatum Desf.)
- (باللاتينية: Bupleurum protractum var. heterophyllum (Link) Boiss.)
- (باللاتينية: Bupleurum protractum subsp. heterophyllum (Link) Munby)
- (باللاتينية: Bupleurum subovatum f. abbreviatum H.Wolff)
- (باللاتينية: Bupleurum subovatum var. heterophyllum (Link) H.Wolff)
- (باللاتينية: Bupleurum subovatum var. longifolium Pamp.)
- (باللاتينية: Bupleurum subovatum f. oxyphyllum H.Wolff)